# 오이라다이 칸
오이라다이 칸(몽골어:ᠣᠶᠢᠷᠤᠳᠠᠢ ᠬᠠᠭᠠᠨ, Ойрадай хаан, 斡亦剌歹, 혹은 衛拉岱汗, 1387년 ~ 1425년)은 몽골 제국의 대칸이자 북원의 황제(재위:1415년~1425년)로, 휘는 오이라다이(斡亦刺岱、斡雅刺岱、烏尔岱)였다. 오이라트부 출신으로 오이라트의 케레누트 씨족 수령인 우게치 카스카의 아들이라는 설, 아리크 부케의 후손이라는 설 등이 있다. 칸호는 '에세크 칸'(Эсэхү хаан)이었다. 
오이라트부의 도움으로 델베그 칸을 축출하고 대칸위에 올랐으나 그의 통치권과 영향력은 서몽골에 한정되었으며, 1415년부터 동몽골에서는 아다이가 대칸으로 추대되어 서로 대립했다. 오이라트부의 지지를 얻어 즉위했기에, 《황금사》에는 '오이라트인의 칸'이라는 평가가 있다. 북원 말기~청나라 초기의 몽골 역사가였던 사강 세첸은 우게치 카스하의 아들 에세크와 오이라다이 에세크 칸을 혼동했다.
즉위 초에는 서몽골만 다스렸으나, 1422년과 1423년 중부 및 동부 몽골을 공격하여 일부 지역을 차지하고 오이라트와 함께 세력을 키웠다.

## 생애

### 불분명한 가계
《몽골원류》에는 오이라다이를 부랴트 출신의 '부랴트 에세크'(布里牙特·額色庫)라는 이름으로 서술했다. 한편《황금사》에 의하면 오이라트의 카안이라고 하여 그를 오이라트 출신이라고 했다. 그의 휘인 '오이라다이'는 몽골어로 '보다, 분명하다, 명백하다'라는 뜻이었고, 칸호인 '에세크'는 몽골어로 '태평'(太平, 타이핑)을 의미했다. 일부에서는 명나라로부터 '현의왕'(賢義王)에 봉해진 '태평'(太平)을 오이라다이와 동일인물로 보기도 한다.
1387년에 태어났으며, 찬탈자인 굴리치 울루그 테무르 칸의 아들로 생일은 기록에 전하지 않는다. 한편 오이라트 4부족 연맹 중 케레누트 씨족의 수령이었던 우게치 카스카(烏格齊哈什哈)의 아들이라는 설, 아리크 부케의 후손이라는 설도 있다. 《전기지우》 (傳記之友)에 따르면 달리타이(델베그 칸)의 다음 칸인 오리다이(乌尔岱)는 아리크 부케의 후손이었다. 그밖에 케레이트부 출신 설, 키르기스족 출신 설, 부랴트 출신이라는 설이 있다. 일설에는 오이라다이가 자신을 델베그 칸의 아들이라고 자처했으나, 신빙성에 의심을 받았다.
당시 오이라트 4부 연맹의 유력한 지도자였던 바툴라(마흐무드), 타이핑(태평), 파독 등이 모두 생존해 있었다. 오이라다이가 아리크 부카의 후손이어서 오이라트연맹의 지지를 획득했다는 설이 있다.

### 대칸 즉위와 서부 몽골 통치
1415년 아다이 칸과 동몽골 아수드(알란, 아스, 아스트)부의 수령 아룩타이가 오이라트와 그들이 대칸으로 세운 델베그 칸을 습격했다. 이때 델베그 칸이 아다이 칸에게 살해되었다. 이후 오이라다이가 오이라트부의 도움으로 몽골의 대칸위에 올라 에세크 칸이 되었다. 일설에는 그가 델베그 칸의 아들를 자칭했다고도 한다. 에세크 칸 오이라다이는 오이라트의 수장 바툴라(마흐무드) 칭상(승상)의 미망인이었던 사무르 공주를 카툰으로 맞이했다. 또한 에세크 칸은 올제이투 비자 카툰과 아자이 타이지(태자), 아수드부의 아룩타이 타이시(태사) 등 세 명을 측근에 두었다. 일설에는 바툴라(마흐무드)의 아들 토곤 타이시가 오이라다이를 대칸으로 추대했다고 한다.
에세크 칸 오이라다이는 몽골의 대칸이었지만 그의 영향력과 통치권은 서몽골에 한정되었다. 1415년 아다이가 몽골 동부에서 아룩타이의 도움으로 대칸이 되었다. 또한 에세크 칸측의 정치적 실권은 오이라트부 출신의 태평(太平, 타이핑)이 쥐고 있었다고 한다. 1416년 오이라트부의 바툴라(마흐무드, 바하무) 타이시가 아룩타이에게 참패하고 체포되어 살해되자, 에세크 칸이 친정했지만 아룩타이의 영향을 받게 되었다.
1422년과 1423년 오이라트의 토곤 타이시의 도움을 받아 에세크 칸은 중부 몽골과 동부 몽골을 공격하여 영토를 차지했다. 일설에는 명나라의 도움을 받은 토곤 타이시(태사) 휘하 오이라트군이 그를 도와 1422년과 1423년에 각각 아수드부 승상 아룩타이와 호르친부 아다이 칸을 상대로  벌인 두 번의 원정에서 모두 승리하여, 몽골의 중부와 동부를 지배했다고 한다. 오이라트와 동부 몽골, 명나라 사이의 전쟁에서 에세크 칸 오이라다이 칸은 아무런 역할을 하지 못했다고 한다. 1425년에 사망했으며 정확한 사망일자는 기록이 없다.

### 사후
에세크 칸이 죽은 후 1433년까지 서몽골에는 칸이 없었고, 동몽골을 다스리던 아다이 칸이 명목상 전몽골의 대칸으로 인정되었다. 에세크 칸 사후, 서부 몽골의 부족장들 사이에서 갈등이 일어나게 되었고, 이는 1433년 타이순 칸 톡토아부카가 즉위할 때까지 계속되었다. 
| 전임 델베그 칸 | 제26대 몽골 제국 대칸 1415년 ~ 1425년 | 후임 아다이 칸 |

| 전임 델베그 칸 | 제11대 북원 황제 1415년 ~ 1425년 | 후임 아다이 칸 |

| 전임 델베그 칸 | 서몽골의 통치자 1415년 ~ 1425년 | 후임 톡토아부카 타이순 칸 |